# Wind on the Water
| Recensione              | Giudizio |
| ----------------------- | -------- |
| AllMusic                |          |
| Dizionario del Pop-Rock |          |
| 24.000 dischi           |          |

Wind on the Water è il secondo album a nome "David Crosby/Graham Nash", pubblicato dall'etichetta discografica ABC Records nel settembre del 1975.

## Tracce

### LP
Lato A (ABCD 902 A)
1. Carry Me – 3:34 (David Crosby)
2. Mama Lion – 3:15 (Graham Nash)
3. Bittersweet – 2:37 (David Crosby)
4. Take the Money and Run – 3:23 (Graham Nash)
5. Naked in the Rain – 2:25 (David Crosby, Graham Nash)
6. Love Work Out – 4:50 (Graham Nash)

Lato B (ABCD 902 B)
1. Low Down Payment – 4:53 (David Crosby)
2. Cowboy of Dreams – 3:27 (Graham Nash)
3. Homeward Through the Haze – 4:04 (David Crosby)
4. Fieldworker – 2:45 (Graham Nash)
5. To the Last Whale... – 5:30 (David Crosby, Graham Nash)

## Musicisti
Carry Me
- David Crosby – voce solista, chitarra elettrica a sei e dodici corde
- Graham Nash – voce
- James Taylor – chitarra acustica
- Craig Doerge – pianoforte
- Leland Sklar – basso
- Russ Kunkel – batteria

Mama Lion
- David Crosby – voce solista, chitarra elettrica
- Graham Nash – voce, chitarra elettrica
- Danny Kortchmar – chitarra elettrica
- Joel Bernstein – chitarra acustica
- David Lindley – chitarra slide
- Craig Doerge – pianoforte
- Tim Drummond – basso
- Russ Kunkel – batteria

Bittersweet
- David Crosby – voce solista, pianoforte acustico
- Graham Nash – voce
- Danny Kortchmar – chitarra elettrica
- Craig Doerge – pianoforte elettrico
- Carole King – organo elettrico
- Leland Sklar – basso
- Russ Kunkel – batteria

Take the Money and Run
- Graham Nash – voce solista
- David Crosby – voce
- Danny Kortchmar – chitarra elettrica
- David Lindley – chitarra elettrica slide, fiddle
- Tim Drummond – basso
- Russ Kunkel – batteria

Naked in the Rain
- David Crosby – voce solista, chitarra acustica
- Graham Nash – voce, congas
- Joel Bernstein – chitarra acustica
- David Lindley – chitarra acustica slide
- Danny Kortchmar – chitarra elettrica
- Craig Doerge – pianoforte elettrico
- Tim Drummond – basso
- Russ Kunkel – batteria

Love Work Out
- Graham Nash – voce solista, pianoforte acustico
- David Crosby – voce, chitarra
- Jackson Browne – accompagnamento vocale
- David Lindley – chitarra slide
- Craig Doerge – organo
- Tim Drummond – basso
- Russ Kunkel – batteria

Low Down Payment
- David Crosby – voce solista, chitarra elettrica
- Graham Nash – voce, chitarra elettrica
- Danny Kortchmar – chitarra elettrica
- David Lindley – chitarra slide
- Craig Doerge – pianoforte acustico, pianoforte elettrico
- Leland Sklar – basso
- Russ Kunkel – batteria

Cowboy of Dreams
- Graham Nash – voce solista, chitarra elettrica
- David Crosby – voce
- Joel Bernstein – accompagnamento vocale
- Craig Doerge – pianoforte acustico
- David Lindley – fiddle
- Tim Drummond – basso
- Russ Kunkel – batteria

Homeward Through the Haze
- David Crosby – voce solista, chitarra elettrica
- Graham Nash – voce, organo
- Carole King – armonie vocali, pianoforte acustico
- Craig Doerge – pianoforte elettrico
- Leland Sklar – basso
- Russ Kunkel – batteria

Fieldworker
- Graham Nash – voce solista, pianoforte acustico
- David Crosby – voce, chitarra elettrica
- Ben Keith – chitarra elettrica slide
- David Lindley – chitarra elettrica slide
- Stan Celeste – pianoforte elettrico
- Tim Drummond – basso
- Levon Helm – batteria
- Russ Kunkel – percussioni

To the Last Whale...(a) Critical Mass b) Wind on the Water)
- David Crosby – voce, musica nel brano "Critical Mass", arrangiamento strumenti a corda nel brano "Wind on the Water"
- Graham Nash – voce solista nel brano "Wind on the Water", pianoforte acustico, arrangiamento strumenti a corda nel brano "Wind on the Water"
- James Taylor – armonie vocali, chitarra acustica
- Craig Doerge – pianoforte elettrico
- Leland Sklar – basso
- Russ Kunkel – batteria
- Jimmie Haskell – conduttore orchestra e arrangiamento strumenti a corda nel brano "Wind on the Water"
- Sid Sharp – orchestra leader nel brano "Wind on the Water"

Note aggiuntive
- David Crosby e Graham Nash – produttori
- Registrazioni effettuate al: "Rudy Records" (San Francisco); "Sound Labs" e "Village Recorder" (Los Angeles)
- Don Gooch e Stephen Barncard – ingegneri delle registrazioni
- Stan Johnston – assistente ingegneri delle registrazioni
- Gary Burden – art direction e design copertina album
- Joel Bernstein – foto copertina frontale e interno copertina album
- Bob Hammer – foto retrocopertina album [6]

## Classifica
Album
| Anno | Classifica     | Posizione raggiunta |
| ---- | -------------- | ------------------- |
| 1975 | Top LPs & Tape | 6                   |

Singoli
| Anno | Titolo del brano | Classifica        | Posizione raggiunta |
| ---- | ---------------- | ----------------- | ------------------- |
| 1975 | Carry Me         | Billboard Hot 100 | 52                  |